# Système de Schillinger
Le système de composition musicale de Schillinger, nommé « système de Schillinger » d'après son créateur, le professeur et compositeur Joseph Schillinger (1895-1943), constitue une méthode de composition musicale basée sur les processus mathématiques. Il inclut des théories du rythme, de l'harmonie, de la mélodie, du contrepoint, de la forme et de la sémantique (par exemple, la signification émotionnelle, comme dans le cas de la musique de film). 
Il propose une approche systématique (et non centrée sur le genre) de l'analyse et de la composition musicales, ainsi qu'une grammaire descriptive, plutôt que normative. Le système de Schillinger aurait pu servir de feuille de route pour de nombreux développements ultérieurs de la théorie musicale et de la composition. L'inverse s'est produit, puisque l'histoire l'a relégué dans une relative obscurité. 

## Carrière de Schillinger
Natif de Kharkov (Ukraine actuelle), après un passage au conservatoire de Saint-Pétersbourg, Joseph Schillinger fuit les pogroms de l'Empire Russe pour les États-Unis. 
Joseph Schillinger a été professeur à  la New School de New York et a enseigné à des musiciens célèbres de la « swing era » tels que George Gershwin, Glenn Miller, Benny Goodman et également à de nombreux compositeurs de comédies d'Hollywood et de Broadway, comme Oscar Levant, Leith Stevens, Eddy Lawrence Manson. 

## Après Schillinger
La célébrité de Schillinger l'a rendu quelque peu suspect et ses idées sont traitées avec scepticisme. Il est décédé tôt d'un cancer de l'estomac : par conséquent, il n'a pas pu finir de travailler sur les textes dont il espérait qu'ils feraient avancer ses théories dans le monde universitaire.   
Sa veuve et biographe, Frances Schillinger, s'est adjoint les services d'éditeurs scientifiques pour compléter et publier un texte. Ils ont compilé sa monographie inachevée et des parties de ses cours par correspondance. Malgré sa longueur, ce texte ne présente qu’une exposition partielle du système. Par exemple, la théorie du contrepoint de Schillinger ne couvre que le contrepoint à deux voix.  
D'un point de vue stylistique, l'écriture de l'ouvrage est caractérisée par un ton extrêmement fluctuant, tantôt neutre et objectif, tantôt acrimonieux et polémique. Sa méthode s'avère difficile et hermétique pour les non-initiés. 
Son style narratif flamboyant, étayé par des affirmations extrêmes, est explicite dans ses écrits : « Ces procédures ont été exécutées grossièrement par des compositeurs même réputés. Par exemple, L. van Beethoven…  » 
Par la suite, dans The Theory of Melody, c'est Beethoven qu'il prend directement à partie dans la construction de la mélodie d'ouverture de sa sonate Pathétique.

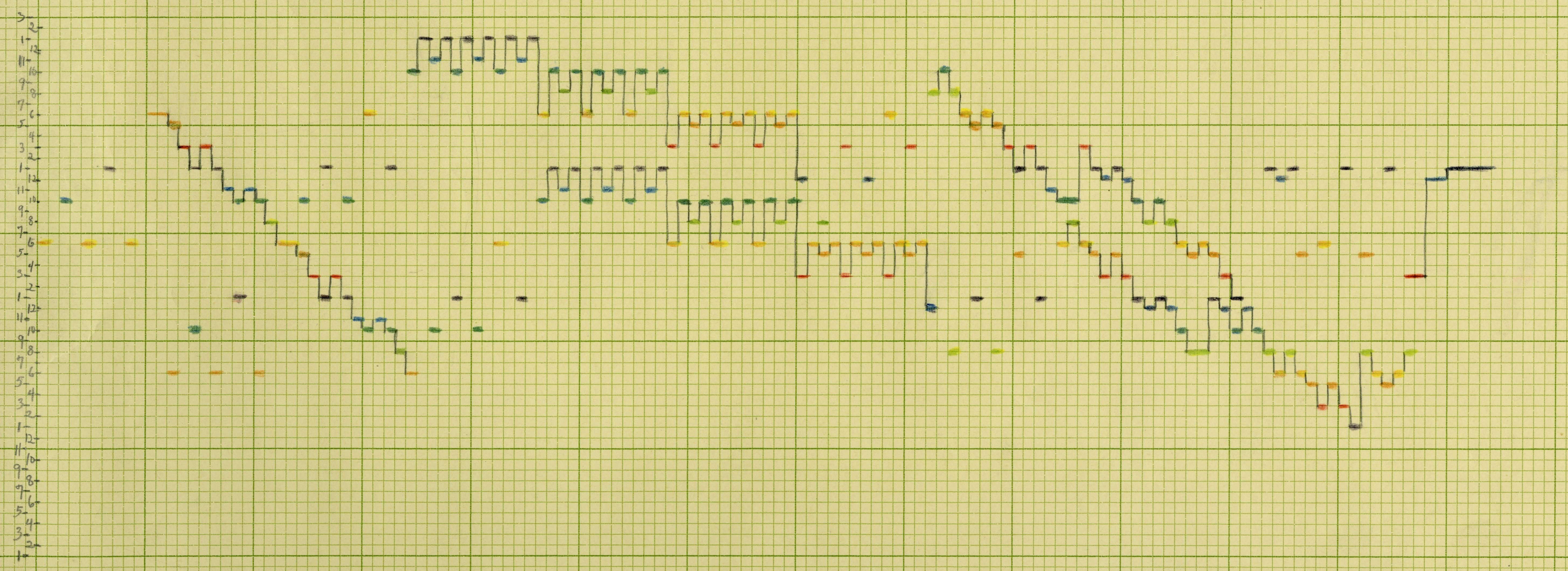
Graphe de Schillinger sur l'Invention no. 8 in F Major, BWV 779 de Jean-Sébastien Bach.

## Au-delà du style
Le système de composition musicale de Joseph Schillinger s'attache à créer un traité complet et définitif, sur la musique et le nombre. Ce qui a pour conséquence négative d’aboutir à un traité d'une grande exhaustivité et à une structure élaborée.  

En expliquant les principes de l'organisation du son par le biais d'analyses scientifiques, Schillinger entretenait l'espoir de libérer le compositeur des chaînes de la tradition. Bien que le système soit à l'avant-garde et sous une forme apparemment moderne, il clarifie également la théorie de la musique traditionnelle en dissipant les idées péremptoires du passé. Il ne doutait pas que ses méthodes permettaient à n'importe quel style de composition d'être investi plus efficacement. 

« My system does not circumscribe the composer's freedom, but merely points out the methodological way to arrive at a decision. Any decision, which results in a harmonic relation, is fully acceptable. We are opposed only to vagueness and haphazard speculation. »

 Schillinger tente rarement de prédire les résultats esthétiques de son système, mais il propose en revanche des techniques de création de motifs généralisées, exemptes de biais stylistiques. 

## Portée et limites
Les aspects positifs de ce système peuvent se décomposer en trois affirmations : 
1. Toute la musique existante est adaptée.
2. Les techniques n'interdisent pas la liberté de création.
3. Les résultats sont pratiques et efficaces.

La thèse qui sous-tend les recherches de Schillinger est que la musique est une forme de mouvement. Toute action ou processus physique a sa forme d'expression équivalente dans la musique. Le mouvement et la musique sont tous deux compréhensibles avec nos connaissances scientifiques existantes. Sa contribution a été de reconnaître intuitivement comment appliquer les mathématiques de tous les jours à la fabrication de la musique. Il a exprimé la conviction que certains modèles étaient universels et communs à la musique et à la structure même de notre système nerveux. 
Le style de Schillinger peut provoquer des réticences, paraissant parfois impétueux, favorisant l'algèbre et la notation musicale au détriment des mots. Parfois, le texte est délibérément provocateur. Les techniques sont des outils : elles ne composent pas en elles-mêmes de la musique, elles aident simplement le compositeur à planifier et à exécuter de grandes structures musicales. Les techniques dans le domaine du rythme compensent dans une certaine mesure un déséquilibre dans la littérature de composition, largement dominée par des considérations de hauteur. 
Beaucoup de techniques et de procédures ont ensuite été préconisées de manière indépendante par d'autres, dont l'histoire se souvient en tant que créateurs. En outre, Schillinger a été le pionnier des techniques de composition algorithmique avancées bien avant les travaux de Iannis Xenakis et d’autres défenseurs ultérieurs. 
L'intransigeance du ton est due en partie à l'arrière-plan dont il est issu. Au cours des années 1930, il a été parmi ceux qui ont exigé le recours à la science pour balayer les pratiques dépassées.

## Étudiants
Malgré sa rigueur, son côté itératif et son caractère aride, le système a été apprécié et utilisé apparemment avec beaucoup de succès pendant de nombreuses années après le décès de son auteur. L'influence de Schillinger persiste dans le travail de musiciens célèbres ainsi que dans ceux qui ont produit d'innombrables musiques de film et mélodies de télévision. 
Schillinger a eu un effet profond sur l'enseignement et la pédagogie du jazz. Lawrence Berk, un des étudiants reconnus de Schillinger, a fondé la Schillinger House of Music à Boston, après le décès de Schillinger, afin de poursuivre la diffusion du système. La Schillinger House a ouvert ses portes en 1945 et est devenu plus tard le Berklee College of Music, où le système Schillinger a survécu dans le programme jusqu’aux années 1960. 
Au cours des années 1940, la méthode de Schillinger s'est retrouvée au cœur du programme du Westlake College of Music.  
Dick Grove, l'un des professeurs de Westlake, qui avait étudié le système de Schillinger pendant 9 ans, a développé certaines idées de Schillinger dans son propre système complet d'éducation musicale, qu'il a enseigné à la Grove School of Music. 
Edgar Sampson (Stompin 'at the Savoy), célèbre compositeur de jazz swing, était un étudiant de Joseph Schillinger dans les années 1940. 
Un autre admirateur fameux et ancien étudiant du système de Schillinger était le compositeur de cinéma britannique John Barry. 